# Dagmar Langanki
Dagmar Langanki (* 4. November 1950 als Dagmar Hengelhaupt in Meiningen) ist eine deutsche Dokumentarfilmregisseurin und Fernsehredakteurin.

## Leben und Wirken
Dagmar Langanki wurde in Meiningen geboren und wuchs in Berlin auf. Dort erhielt sie 1969 ihr Abitur inklusive eines Abschlusses als EDV-Wartungsmechanikerin. Anschließend machte sie ein Volontariat beim Fernsehen und studierte Anfang der 1970er-Jahre am Staatlichen Moskauer Filminstitut mit dem Abschuss als Diplomregisseurin für Dokumentarfilm. 1985 wurde sie ebenda als Dr. phil. promoviert. 
Ab 1975 arbeitete sie beim Fernsehen der DDR in der Redaktion Neue Fernseh-Urania, einer populärwissenschaftlichen Sendereihe. Sie war als Regisseurin beteiligt am ersten Film über AIDS in der DDR. 
1989 wechselte sie in die Kinderfimgruppe des Dokumentarfilmstudios. Bis zu dessen Schließung 1991 realisierte sie dort zwei Langfilme und Einspieler u. a. für das Sandmännchen.
Ab 1992 arbeitete Dagmar Langanki als selbständige Produzentin, Autorin und Regisseurin für in- und ausländische Fernsehanstalten, wissenschaftliche Einrichtungen und private Unternehmen.

## Filmografie (Auswahl)
- 1987 AIDS
- 1990 Vaterwoche, Mutterwoche, über Kinder von Schichtarbeitern
- 1990 Stunts, über zwei Kaskadeure in der DDR[2]
- 1994  Buddhas Töchter kehren zurück, über buddhistische Nonnen in der Mongolei[3][4]
- 2003 Einmal Bagdad und zurück,  MDR, Thüringen Exklusiv
- 2005 Die Apollo-Mission, MDR
- 2006 Die Panzerknacker von Rockensußra, MDR